# Francis Laur
Pour les articles homonymes, voir Laur.
Charles Hippolyte Francis Laur, dit Francis Laur, né le 5 septembre 1844 à Nevers (Nièvre) et mort le 23 mai 1934 à Paris, est un inventeur, industriel et homme politique boulangiste.

## Biographie
Fils adoptif de George Sand, il est poussé par celle-ci à intégrer l'École des mineurs de Saint-Étienne (créée en 1816 et devenue "École des Mines") en 1864. À sa sortie en 1866, il s'engage en politique et brigue un premier mandat en Algérie. Il quitte ensuite son poste pour rejoindre Léon Gambetta à Tours, immédiatement après la défaite de 1870 et fait partie du cabinet de Gambetta dans le Gouvernement de Tours. Il y est  nommé Commissaire spécial de la défense. 
Bien que prenant progressivement une autre orientation politique, Francis Laur restera fidèle à l'amitié du « Dictateur de Tours » après la mort de Gambetta, notamment en défendant la mémoire de sa compagne, Léonie Léon, dans un livre écrit et publié par ses soins : Léonie Léon, amie de Gambetta .
Sa fortune financière est liée à un évènement imprévu dans la commune de Meylieu-Montrond, devenue de ce fait Montrond-les-Bains  :

« La présence d’eau thermale est découverte de manière fortuite le 23 septembre 1881 par Francis Laur. Alors que l’ingénieur des mines cherchait du charbon, une de ses sondes fait jaillir un véritable geyser montant à vingt mètres de haut
(profondeur de 502 m). Le premier établissement thermal et le Grand Hôtel du Geyser sont inaugurés
le 15 juillet 1883. »

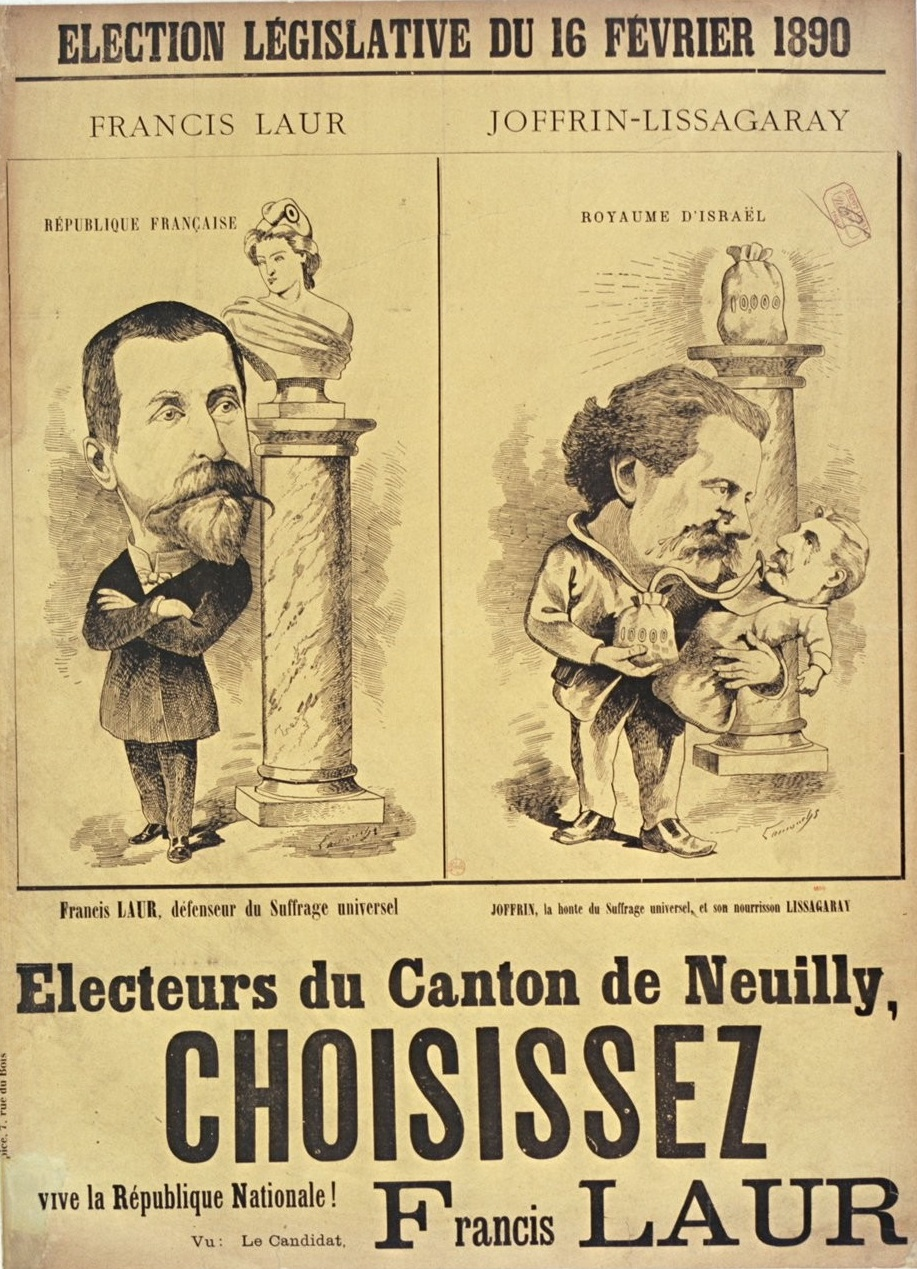
Affiche électorale de Francis Laur pour l'élection de 1890.

Du fait de ses attaches stéphanoises, et préoccupé par tout ce qui touche l'industrie et les mines en particulier, Francis Laur est d'abord élu député de la Loire en 1885 et obtient un second mandat plus proche de la capitale (Saint-Denis) en 1890. Il est entretemps passé du courant opportuniste des républicains modérés au boulangisme, et dans le contexte mouvementé de la fin du XIXe siècle qui se terminera par l'affaire Dreyfus, son élection repose sur un programme nettement antisémite. En novembre 1891, il dépose un projet de loi visant à expulser tous les juifs de France. Il se trouvera 32 députés pour appuyer ce projet. 

Selon l'historien Laurent Joly :
«  Il inaugure le type du spécialiste en antisémitisme, que la Chambre devra subir à chaque législature jusqu’à la Première Guerre mondiale. Tout au long de son mandat, le député de Saint-Denis interpelle le gouvernement sur divers scandales financiers et sur l’« emprise » des Juifs et des étrangers sur l’économie nationale. Ses incantations suscitent l’indifférence générale ou la franche hilarité de ses collègues. »
Cette année 1890, Francis Laur intervient longuement dans les débats de la Chambre des députés, au sujet de la future Conférence internationale de Berlin, qui doit en particulier traiter des conditions de travail dans les mines, pour présenter sa vision des arrière-pensées de l'empereur Guillaume II et demander que la France s'abstienne d'y participer.
Francis Laur est l'auteur de 88 documents référencés par la Bibliothèque nationale de France, pour l'essentiel à caractère technique et industriel, mais aussi en tant que directeur de publication, pour entre atures Les Inventions illustrées fondées par Henri Farjas, et qu'éditeur scientifique pour trois ouvrages. En collaboration avec Louis Sculfort, membre de la mission lyonnaise d'exploration en Chine, et missionné par Jules Ferry, alors Ministre des Affaires étrangères, on lui doit la publication d'une Carte industrielle de la Chine.

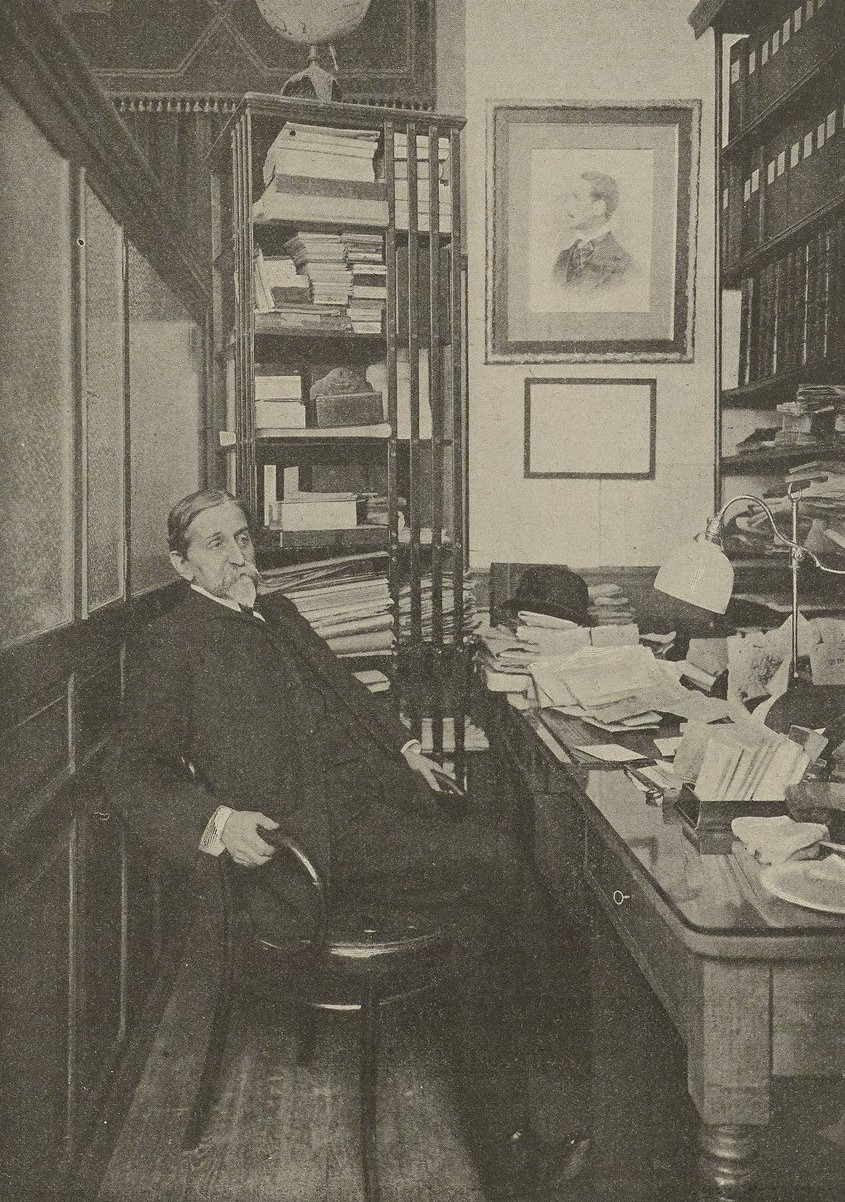
Francis Laur dans son cabinet de travail en 1906

Le 19 janvier 1892, il est giflé dans la Chambre des députés par Ernest Constans après que Laur l'ai traité de « ministre flétri par l'opinion publique ». Il ne se représente pas en 1893 et rentre dans la vie privée. Contrairement à ce que son parcours et son antisémitisme pourraient laisser penser, il ne participe pas à l'affaire Dreyfus. Cependant, il tente de revenir à la Chambre en 1902 et en 1902, agitant d'autres projets politiques jusqu'en 1914 où il retourne dans la vie privée.
La Commune de Montrond-les-Bains honore sa mémoire par une rue conduisant aux thermes.